# Match des Champions
El Match des Champions (Partido de Campeones) es una competición de baloncesto de carácter anual que se desarrolla en Francia. Fue creada en 2005 y está organizada por la Liga Nacional de Baloncesto de Francia. Enfrenta al ganador de la liga francesa y al ganador de Copa, en formato que en otros países se denomina Supercopa. Se inauguró en 2005.

## Palmarés
| Year | Campeón                  | Marcador | Finalista               | Sede                 | MVP                | Ref.  |
| ---- | ------------------------ | -------- | ----------------------- | -------------------- | ------------------ | ----- |
| 2005 | BCM Gravelines-Dunkerque | 88–71    | Strasbourg IG           | Gravelines           | -                  | [ 1 ] |
| 2006 | JDA Dijon                | 70–69    | Le Mans Sarthe          | Le Mans              | -                  | [ 1 ] |
| 2007 | Pau-Orthez               | 79–74    | Chorale Roanne          | Pau                  | -                  | [ 1 ] |
| 2008 | SLUC Nancy               | 76–73    | ASVEL                   | Nancy                | -                  | [ 1 ] |
| 2009 | ASVEL                    | 76–54    | Le Mans Sarthe          | Angers               | -                  | [ 2 ] |
| 2010 | Cholet                   | 85–79 PR | Orléans Loiret          | Cholet               | Fabien Causeur     | [ 3 ] |
| 2011 | SLUC Nancy               | 89–83    | Élan Chalon             | Nancy                | Nicolas Batum      | [ 1 ] |
| 2012 | Limoges CSP              | 78–76    | Élan Chalon             | Paris                | Jean-Michel Mipoka | [ 4 ] |
| 2013 | Paris-Levallois          | 81–72    | JSF Nanterre            | Mouilleron-le-Captif | Nicolas Lang       | [ 5 ] |
| 2014 | JSF Nanterre             | 70–54    | Limoges CSP             | Rouen                | Kyle Weems         | [ 6 ] |
| 2015 | Strasbourg IG            | 86–59    | Limoges CSP             | Lyon                 | Rodrigue Beaubois  |       |
| 2016 | ASVEL                    | 75–71    | Le Mans Sarthe          | Mouilleron-le-Captif | Adrian Uter        |       |
| 2017 | Nanterre 92              | 95–69    | Élan Sportif Chalonnais | Mouilleron-le-Captif | Terran Petteway    | [ 7 ] |